# Romāns Vainšteins
Romāns Vainšteins, född 3 mars 1973 i Talsi, är en lettisk före detta professionell tävlingscyklist. Han var professionell åren 1998–2004.

## Karriär
1999 vann Romans Vainšteins de lettiska nationsmästerskapens linjelopp före Juris Silovs och Raivis Belohvoščiks. 20 maj samma år tog Vainšteins sin dittills mest meriterande seger då han vann den sjätte etappen på Giro d'Italia, en 257 kilometer lång sträcka mellan Lauria och Foggia, före Fabrizio Guidi och Roberto Missaglia.
2000 skrällde Vainšteins genom att cykla hem Världsmästerskapens linjelopp i Plouay, Frankrike, i en spurt före polacken Zbigniew Spruch och den regerande mästaren Óscar Freire. Vainšteins lade de 269 kilometerna under sig på 6 timmar, 15 minuter och 28 sekunder. Samma år vann han en etapp på Tirreno–Adriatico och slutade trea både i Clásica de San Sebastián och Flandern runt.
2001 cyklade Vainšteins i den regnbågsfärgade världsmästartröjan och vann varsin etapp på Tirreno–Adriatico och Katalonien runt. Han nådde dessutom en rad framskjutna placeringar i de prestigefyllda endagsloppen då han slutade tvåa i HEW Cyclassics, trea i Milano–San Remo och trea i Paris–Roubaix. Vainšteins slutade året på tredje plats i UCI Road World Cup.

## Meriter
Giro d'Italia, 1 etapp
 Världsmästerskapens linjelopp – 2000
 Nationsmästerskapens linjelopp – 1999
Tirreno–Adriatico, 2 etapper

## Stall
- Kross-Selle Italia 1998
- Vini Caldirola 1999–2000
- Domo-Farm Frites 2001–2002
- Vini Caldirola 2003
- Lampre 2004